# Josef Velfl
Josef Velfl (* 30. září 1956 Rakovník) je český regionální historik a muzejník, ředitel Hornického muzea v Příbrami. Je autorem mnoha článků i knih z dějin příbramského regionu.

## Život
Josef Velfl se narodil v Rakovníku, ale už když mu byl rok, přestěhovala se rodina do Příbrami. V roce 1975 absolvoval příbramské gymnázium a poté Pedagogickou fakultu Univerzity Karlovy.
Hned poté nastoupil do příbramského Hornického muzea, jehož ředitelem se v roce 1994 stal. Za jeho působení se areál muzea rozšířil o několik objektů, včetně historických dolů Anna a Vojtěch, řadu památek pomohl zachránit a expozici muzea modernizovat. Pomáhal také při budování muzea obětí komunismu, který podle jména pracovního tábora nese označení Památník Vojna.
V letech 1990 až 1992 byl zmocněncem federální vlády pro analýzu událostí let 1967–1970. Založil country skupinu Bonanza.

### Ocenění
Třikrát získal Medaili mezinárodního sympozia Hornická Příbram ve vědě a technice, v roce 2007 oceněn Zlatou medailí Českého báňského úřadu, v roce 2008 Medailí Středočeského kraje. Další ocenění obdržel od Armády ČR, ministerstva obrany či spolků účastníků odboje a politických vězňů. Je čestným členem Českého svazu bojovníků za svobodu. 4. dubna 2015 mu Čestné občanství udělila obec Chotilsko.

## Dílo
Napsal více než 200 článků do odborného tisku a je též autorem několika monografií. Podílel se i na vzniku několika dokumentárních filmů a výstav.

### Výběr z díla
- Jeden z hrdinů, generál Richard Tesařík (1986)
- Cesty ke svobodě (1987)
- Příbramsko za heydrichiády (1990)
- Příbram v průběhu staletí (1998, 2003)
- Otisky času (2007)
- Památky Příbrami v obrazech (2008)
- Příbram (v edici Zmizelé Čechy, 2010)
- Uranová Příbram, nakl. Dokořán 2022 (s Václavem Cílkem)